# Павловский, Анатолий Михайлович
Анато́лий Миха́йлович Павло́вский (26 июня 1906, Курск, Российская империя — 10 июля 1983, Харьков, Украинская ССР, СССР) — советский военный деятель, полковник Советской Армии, участник Великой Отечественной войны, Герой Советского Союза (1944).

## Биография
Анатолий Павловский родился 26 июня 1906 года в Курске. Русский. После окончания двух курсов народного университета работал на мельнице. В 1928 году Павловский был призван на службу в Рабоче-крестьянскую Красную Армию. В 1930 году он окончил кавалерийскую школу. 
Войну встретил в Крыму в звании майора в составе недавно сформированной 106-й стрелковой дивизии 9-го особого стрелкового корпуса начальником оперативного отделения штаба дивизии. В её составе участвовал в Крымской оборонительной операции. 
В 1942 году он получил тяжёлое ранение.
К сентябрю 1943 года гвардии подполковник Анатолий Павловский командовал 234-м гвардейским стрелковым полком 76-й гвардейской стрелковой дивизии 9-го гвардейского стрелкового корпуса 61-й армии Центрального фронта. Отличился во время битвы за Днепр. 29 сентября 1943 года полк Павловского переправился через Днепр в районе села Мысы Репкинского района Черниговской области Украинской ССР и захватил плацдарм на его западном берегу, отразив большое количество немецких пехотных и танковых контратак, продержавшись до переправы основных сил.
Указом Президиума Верховного Совета СССР «О присвоении звания Героя Советского Союза генералам, офицерскому, сержантскому и рядовому составу Красной Армии» от 15 января 1944 года за «образцовое выполнение боевых заданий командования по форсированию реки Днепр и проявленные при этом отвагу и геройство» гвардии подполковник Анатолий Павловский был удостоен высокого звания Героя Советского Союза с вручением ордена Ленина и медали «Золотая Звезда» за номером 2649.
После окончания войны Павловский продолжил службу в Советской Армии. В 1948 году он окончил курсы усовершенствования офицерского состава. В 1966 году в звании полковника Павловский вышел в отставку. Проживал и работал в Харькове. Скончался 10 июля 1983 года, похоронен на харьковском кладбище № 2.
Был также награждён орденами Красного Знамени и Александра Невского, двумя орденами Красной Звезды, рядом медалей.